# Lisa Pelling
Lisa Pelling, född 7 april 1973, är en svensk statsvetare och chef för den fackföreningsfinansierade tankesmedjan Arena Idé, en del av Arenagruppen. Hon är också ledarskribent på den digitala dagstidningen Dagens Arena som betecknar sig som oberoende progressiv.

## Biografi
Pelling har en pol.mag.-examen från Uppsala universitet och doktorerade 2013 i statsvetenskap vid Wiens universitet med avhandlingen Post-remittances? On transnational ties and migration between the Kurdistan region in Iraq and Sweden.
Pelling är tidigare generalsekreterare för Socialistiska ungdomsinternationalen (International Union of Socialist Youth) och har varit kommunalpolitiskt aktiv inom Socialdemokraterna. Hon har varit politiskt sakkunnig på utrikesdepartementet och har migrations- och integrationsfrågor som ett särskilt intresseområde.
Tillsammans med Johanna Lindell är hon författare till boken Det svenska missnöjet, som gavs ut 2021. Boken bygger på samtal genomförda genom dörrknackning hösten 2019 på sex platser i Sverige (Rannebergen i Göteborg, Haparanda, Sandvången i Landskrona, Almgården och Holma i Malmö, Ställdalen och Kopparberg i Ljusnarsbergs kommun samt Ronneby) som ansågs karaktäriseras av låga inkomster och stort missnöje.

### Familj
Pelling är syster till den socialdemokratiske lokalpolitikern Erik Pelling.